# Addie Bracy
Addie Bracy, née le 4 août 1986 à Eden en Caroline du Nord, est une coureuse de fond américaine spécialisée en course en montagne et ultra-trail. Elle a remporté la médaille de bronze aux championnats NACAC de course en montagne 2018 et est double championne des États-Unis de course en montagne.

## Biographie
Addie fait ses débuts en athlétisme sur piste et en cross-country. Elle s'illustre sur route avec plusieurs bons résultats mais manque souvent les qualifications pour les grands championnats. Elle essaye à plusieurs reprises de se qualifier pour les Jeux olympiques sur plusieurs distances, à chaque fois sans succès. Ces échecs à répétition lui pesant sur le moral, elle tente une dernière qualification sur 10 000 mètres en 2016. Anxieuse, elle effectue une mauvaise course et termine à une minute du temps qualificatif. Se sentant inapte à ce sport, elle décide de tout arrêter. Son ami Matt Daniels lui suggère alors d'essayer la course en montagne. Elle prend part à la course de Loon Mountain qui accueille les championnats des États-Unis de course en montagne. Prenant un bon départ, elle pointe en troisième position après deux kilomètres puis, se sentant en forme, accélère et double ses rivales. N'ayant que peu de repères, elle continue sur un rythme soutenu et s'impose en remportant son premier titre,. Elle confirme ensuite ses bonnes prédispositions pour cette discipline en terminant deuxième de l'ascension de Pikes Peak. Elle fait ses débuts en trail en fin d'année, en prenant le départ du Moab Trail Marathon. Croyant courir après Megan Kimmel, elle adopte une allure soutenue et franchit la ligne d'arrivée trois minutes devant cette dernière. La course comptant comme championnats des États-Unis de trail marathon, Addie remporte le titre et son ticket pour les championnats du monde de course en montagne longue distance 2017. Durant cette même année, elle fait son coming out sur son blog et mentionne son amour de jeunesse sans la nommer. Se reconnaissant à la lecture du blog, Corey Conner décide de rejoindre Addie pour se mettre en couple.
Le 3 juin 2017, fatiguée après avoir couru Zegama-Aizkorri une semaine plus tôt, elle tient absolument à défendre son titre de championne des États-Unis. Elle prend un bon départ mais chute lourdement peu après. Allie McLaughlin revient sur ses talons mais Addie parvient à conserver la tête et remporte son deuxième titre. Le 30 juillet, elle prend part aux championnats du monde de course en montagne à Premana. Allie McLaughlin prend un bon rythme et termine cinquième. Addie se classe huitième et Kasie Enman treizième. Ensemble, elles remportent la médaille d'or au classement par équipes. Une semaine plus tard sur le même site, Addie prend le départ du Giir di Mont qui compte comme championnats du monde de course en montagne longue distance. Prenant un bon départ, elle suit sa compatriote Kasie Enman en tête de course. L'Italienne Silvia Rampazzo porte alors son attaque pour s'emparer du commandement. Kasie la suit et termine deuxième. Addie lâche du terrain et termine finalement sixième. L'équipe américaine termine sur la deuxième marche du podium au classement par équipes.
Le 18 juillet 2018, elle prend à nouveau le départ de la course de Loon Mountain qui accueille à la fois les championnats NACAC et les championnats des États-Unis de course en montagne. Allie McLaughlin parvient à prendre le meilleur sur Addie et s'impose, remportant les deux titres. La Mexicaine Citlali Cristian parvient à s'immiscer entre les deux Américaines pour décrocher la médaille d'argent. Addie termine sur la troisième marche du podium et se pare de l'argent aux championnats nationaux. Les deux Américaines ayant terminé sur le podium, elles permettent à leur équipe de remporter l'or au classement par équipes du championnat NACAC. Elle se concentre ensuite sur l'ultra-trail. Le 28 juillet, elle prend part à son premier ultra-trail de 100 kilomètres, le Never Summer 100k. Elle domine la course et s'impose en 13 h 10 min 39 s, battant de 90 minutes le précédent record détenu par Clare Gallagher. Trois semaines après, bien que n'ayant pas suffisamment récupéré, elle prend le départ du Leadville Trail 100. Elle parvient dans un premier temps à suivre le rythme de Katie Arnold mais elle est victime de douleurs à l'estomac à mi-course. Au 80e mille, elle doit s'arrêter pour vomir à plusieurs reprises et ne parvient plus à s'alimenter. Elle décide cependant de continuer et termine deuxième en 21 h 17 min 12 s.
En mai 2019, Addie et sa compagne Corey fondent l'association OUTrun qui défend les droits des personnes LGBTQ+ à travers la course à pied,.
Le 23 juillet 2022, elle décide de prendre le départ de la Speedgoat 50K après avoir hésité les années précédentes. Elle réalise un bon départ et court aux avants-postes. Elle profite d'une erreur de parcours de Jennifer Lichter pour reprende la tête de course et ne plus la lâcher. Elle remporte la victoire en 6 h 9 min 55 s.

## Palmarès

### Route
| Année | Compétition                          | Lieu       | Place | Épreuve       | Temps           |
| ----- | ------------------------------------ | ---------- | ----- | ------------- | --------------- |
| 2009  | Outer Banks Half Marathon            | Kitty Hawk | 2e    | Semi-marathon | 1 h 18 min 45 s |
| 2010  | Rock 'n' Roll Arizona Half Marathon  | Tempe      | 3e    | Semi-marathon | 1 h 18 min 47 s |
| 2012  | Marathon de Chicago                  | Chicago    | 10e   | Marathon      | 2 h 41 min 29 s |
| 2014  | Rock 'n' Roll San Jose Half Marathon | San José   | 3e    | Semi-marathon | 1 h 14 min 45 s |
| 2014  | California International Marathon    | Sacramento | 7e    | Marathon      | 2 h 35 min 57 s |

### Course en montagne
| no  | féminin            | Course                                                      | Longueur | Départ          | Temps           |
| --- | ------------------ | ----------------------------------------------------------- | -------- | --------------- | --------------- |
| 25e | Médaille d'or      | Championnats des États-Unis de course en montagne           | 10,6 km  | 3 juillet 2016  | 57 min 24 s     |
| 22e | Médaille d'argent  | Ascension de Pikes Peak                                     | 21,4 km  | 20 août 2016    | 2 h 46 min 44 s |
| 18e | Médaille d'or      | Championnats des États-Unis de course en montagne           | 10 km    | 3 juin 2017     | 53 min 56 s     |
| 15e | Médaille d'or      | Course de montagne du Barr Trail                            | 20,3 km  | 16 juillet 2017 | 1 h 51 min 13 s |
| 8e  | 8e                 | Championnats du monde de course en montagne                 | 13 km    | 30 juillet 2017 | 1 h 7 min 46 s  |
| 67e | 6e                 | Championnats du monde de course en montagne longue distance | 32 km    | 6 août 2017     | 4 h 7 min 20 s  |
| 19e | Médaille de bronze | Ascension de Pikes Peak                                     | 21,4 km  | 19 août 2017    | 2 h 47 min 57 s |
| 66e | 7e                 | Championnats du monde de course en montagne longue distance | 36 km    | 24 juin 2018    | 3 h 19 min 44 s |
| 36e | Médaille de bronze | Championnats NACAC de course en montagne                    | 10,6 km  | 8 juillet 2018  | 1 h 0 min 26 s  |

### Trail
| no  | féminin            | Course                                      | Longueur | Départ           | Temps            |
| --- | ------------------ | ------------------------------------------- | -------- | ---------------- | ---------------- |
| 23e | Médaille d'or      | Moab Trail Marathon                         | 42,2 km  | 5 novembre 2016  | 3 h 40 min 35 s  |
| 5e  | Médaille d'or      | Never Summer 100k                           | 100 km   | 28 juillet 2018  | 13 h 10 min 39 s |
| 18e | Médaille d'argent  | Leadville Trail 100                         | 100 mi   | 18 août 2018     | 21 h 17 min 12 s |
| 20e | Médaille d'argent  | Way Too Cool 50K                            | 50 km    | 2 mars 2019      | 3 h 54 min 50 s  |
| 16e | Médaille de bronze | Lake Sonoma 50                              | 50 mi    | 13 avril 2019    | 7 h 27 min 57 s  |
| 20e | Médaille de bronze | North Face Endurance Challenge - California | 50 mi    | 16 novembre 2019 | 7 h 39 min 31 s  |
| 12e | Médaille d'or      | Speedgoat 50K                               | 50 km    | 23 juillet 2022  | 6 h 19 min 55 s  |
| 14e | Médaille de bronze | Speedgoat 50K                               | 50 km    | 22 juillet 2023  | 6 h 23 min 48 s  |

## Records
| Épreuve              | Épreuve              | Performance     | Date             | Lieu          |
| -------------------- | -------------------- | --------------- | ---------------- | ------------- |
| 1 500 mètres         | 1 500 mètres         | 4 min 21 s 04   | 20 juillet 2014  | Lapinlahti    |
| 3 000 mètres         | Plein air            | 9 min 15 s 11   | 7 juillet 2015   | Cork          |
| 3 000 mètres         | En salle             | 9 min 13 s 86   | 1er février 2014 | Winston Salem |
| 5 000 mètres         | Plein air            | 15 min 45 s 24  | 29 mars 2013     | Palo Alto     |
| 5 000 mètres         | En salle             | 16 min 29 s 19  | 1er mars 2008    | Chapel Hill   |
| 10 000 mètres        | 10 000 mètres        | 32 min 37 s 66  | 8 juin 2012      | Portland      |
| 3 000 mètres steeple | 3 000 mètres steeple | 9 min 53 s 60   | 4 mai 2014       | Palo Alto     |
| 10 kilomètres        | 10 kilomètres        | 34 min 14 s     | 14 octobre 2013  | Boston        |
| 15 kilomètres        | 15 kilomètres        | 52 min 45 s     | 9 mars 2013      | Jacksonville  |
| 10 miles             | 10 miles             | 55 min 42 s     | 2 octobre 2011   | Saint Paul    |
| 20 kilomètres        | 20 kilomètres        | 1 h 11 min 6 s  | 3 septembre 2012 | New Haven     |
| Semi-marathon        | Semi-marathon        | 1 h 14 min 3 s  | 7 avril 2013     | Saint-Louis   |
| Marathon             | Marathon             | 2 h 41 min 29 s | 7 octobre 2012   | Chicago       |